# Cyrtanthus macmasteri
Cyrtanthus macmasteri là một loài thực vật có hoa trong họ Amaryllidaceae. Loài này được Snijman mô tả khoa học đầu tiên năm 2003.